# Massagran
Massagran és un personatge de ficció creat per Josep Maria Folch i Torres. La seva primera aparició va ser com a protagonista del llibre Aventures extraordinàries d'en Massagran, amb il·lustracions de Joan Junceda.
En Massagran és un jove bondadós, camallarg i agosarat que un bon dia deixa terra ferma per fer-se a la mar. La seva passió és viatjar a llocs remots acompanyat del seu gos Pum.
L'estil en que van ser concebudes les seves aventures traspua un humor peculiar i característic. Es caracteritza pels reptes insòlits que ha de superar, i per la forma inversemblant i enginyosa amb què els resol, amb peripècies fregant l'impossible i aconseguint sempre que el lector rigui amb les seves ocurrències i la seva atrevida ingenuïtat. Ens encomana el seu optimisme vital, la seva frescor i originalitat, sense caure mai en el desànim davant les dificultats i oferint un model positiu de comportament.
El llibre original i el que el va seguir (Noves aventures d'en Massagran) van ser un èxit del seu moment. Posteriorment se'n van fer diverses adaptacions: primer el mateix Folch i Torres en va fer dues obres de teatre: En Massagran a la brasa (1913) i Les aventures d'en Massagran (1920).
A la dècada dels 80, el personatge donaria lloc a una col·lecció de còmics, guionitzats per Ramon Folch i Camarasa, fill d'en Josep Maria Folch i Torres, i dibuixats per en Madorell, basant-se en les il·lustracions originals de Junceda. A més d'adaptar l'obra original, també van escriure fins a 13 històries noves del personatge.
També es va produïr una sèrie d'animació per TV3 adaptant els còmics d'en Massagran.

## Aventures Extraordinàries d'en Massagran
Aventures extraordinàries d'en Massagran és el llibre més conegut de la literatura infantil de Josep Maria Folch i Torres. Va ser publicat en forma de fulletó de la mà de la revista En Patufet, el 7 de maig de 1910. El va seguir Noves aventures d'en Massagran.(corresponien als número 9 i 10 respectivament de la "Biblioteca Patufet", publicada dins de la revista), convertint-se instantàniament en un gran èxit. La novel·la va sorgir com a encàrrec de Josep Baguñà, creador i editor de la Biblioteca Patufet.
En l'obra s'explica com en Massagran, fill d'un empleat de duanes, ja de molt petit sent especial atracció per la mar, fins que arriba un moment que, malgrat els consells en contra de la família, s'embarca amb la intenció de veure nous països i costums. A partir d'aquell moment tenen lloc un seguit de peripècies que el duran a l'Àfrica des d'on, després de variades aventures i amb nous amics, tornarà a Catalunya. Entre d'altres aventures posteriors.
En aquesta obra apareixen la tribu dels Karpantes qui, més tard, inspiraran un famosíssim protagonista d'historietes de còmic, en Carpanta del dibuixant Escobar, que col·laborà a En Patufet, però creà el seu personatge a Pulgarcito.
El llibre va ser traduït al castellà (1912), amb el títol Las aventuras extraordinarias de Noteapures, i també a l'italià, Avventure straordinarie di un ragazzo catalano (1931) i Avventure straordinarie de Cigonino (1934 i 1947).
L'any 2018, l'editorial Bambú va publicar una edició restaurada de les dues novel·les d'en Massagran (Les aventures extraordinàries d'en Massagran i Les noves aventures d'en Massagran). A través de la fundació Folch i Torres es van aconseguir dos exemplars originals de la primera edició, que van ser escanejats per a recuperar les il·lustracions de Junceda, de principis de segle xx, i oferir-ne una edició actual, amb la incorporació també dels canvis ortogràfics i gramaticals que l'Institut d'Estudis Catalans va establir el 2016.

## Adaptacions

### Còmic
L'any 1981 Editorial Casals, amb l'objectiu de divulgar la literatura catalana entre els més joves, va proposar a Ramon Folch i Camarasa, fill de Folch i Torres, d'adaptar les dues novel·les que va escriure el seu pare. Va ser així com va néixer l'adaptació al còmic de les dues novel·les d'en Massagran, amb els guions de Folch i Camarasa i il·lustracions de Josep M. Madorell, qui tenia experiència al Cavall Fort. Aquests còmics són l'èxit de vendes més destacat del còmic català, el primer any se'n van vendre 10.252 exemplars; van continuar amb tirades de 20.000 i 25.000 exemplars, arribant a vendre 100.000 còpies i competint amb títols com Tintín, Lucky Luke o Astèrix. Els àlbums es van anar publicant per lliuraments junt amb la revista Cavall Fort.
Amb l'èxit dels dos àlbums, que havien respectat les històries originals, Folch i Camarasa va començar a escriure guions originals per als propers números, però sempre respectant les bases del personatge del seu pare. D'aquesta manera, gairebé anualment es van anar publicant fins a 13 historietes més a la col·lecció. Editorial Casals va publicar els 15 àlbums que van escriure des de 1981 fins a 2002. El 2023 l'editorial Combel va reeditar els 15 àlbums en 3 volums, l'últim dels quals es publicarà el 2024.
Onze anys abans, el 23 d'octubre de 1970, en el número 50 d'En Patufet apareixia el primer número de L'hereu d'en Massagran, que es va publicar ininterrompudament fins al número 89, el 24 de desembre de 1971. La publicació d'aquest còmic va sorgir en un intent de ressucitar la revista (que tancaria tres anys més tard, el 1973) volent posar-se al dia optant per un Massagran descendent de l'anterior i més acord amb els temps presents.
Els guions de l'obra també van ser de Folch i Camarasa, firmant com a Folkson, mentre que als llapissos hi havia Josep Maria Beà, qui a les poques setmanes de dibuixar-lo va passar l'encàrrec al seu ajudant Ramon Solà, sota el pseudònim Abel, qui va començar entintant i va acabar dibuixant el guió complet. El seu estil però, mai va agradar a Folch i Camarasa, qui hagués preferit un autor més semblant a l'original Juneda.
Encara que de manera no oficial, Massagran va fer encara una altra aparició en el món del còmic. Cap el 1984 apareixia un còmic de 126 pàgines amb el títol Tintín a Barcelona, una historieta d'autor desconegut avui convertida en cobdiciada relíquia pels col·leccionistes. En aquesta historietaon els personatges belga i català havien d'unir forces per protegir el Tresor de Sildavia, que s'havia d'exposar a la Barcelona preolímpica

### Sèrie
L'any 1995 TV3 va adaptar 6 dels còmics de Folch i Camarasa a la pantalla petita, fent-ne una sèrie de 14 capítols d'uns 25 minuts de durada. La sèrie va ser dirigida per Vladímir Sakov i Aleksandr Tatarksi, amb Roger Pera posant veu al protagonista.

### Teatre
A partir de l'obra original, el mateix Folch i Torres va escriure dues obres de teatre: En Massagran a la brasa (1913) i la lírica Les Aventures d'en Massagran (1920), totes dues al Teatre Romea. La música d'aquesta última va ser composta pel músic Adrià Esquerrà.
Per altra banda l'any 2005, el 20 de desembre el Teatre Nacional de Catalunya estrenà una adaptació teatral de l'obra, dirigida per Joan Castells i amb el text de Josep Maria Folch i Torres adaptat pel mateix Castells.

## Temes
El tema principal són les peripècies d'en Massagran. Es tracta d'un heroi desmanegat i voluntariós que soluciona tots els problemes de forma enginyosa, sense caure mai en el desànim davant de les dificultats i oferint un model positiu de comportament.
Per altra banda, en Massagran recull també les concepcions eurocèntriques que justifiquen el colonialisme; cal tenir en compte que l'obra de Folch i Torres és publicada l'any 1910 i que aquesta reflecteix el tòpics de l'època. Les aventures se situen en uns països primitius que encara no han estat culturitzats per occident i que són netament inferiors en tots els aspectes. Aquest aspecte també el trobem reflectit en altres obres i còmics de l'època, com ara Tarzan (L'heroi blanc que es mostra superior en un medi que no seria el seu), Tintin (Pare pedaç en països «exòtics» on sempre és superior pel seu enginy, lògica i tècnica) o Babar (salvat i format a la metròpoli es converteix en un governant africà ben vist per la metròpoli).

## Publicacions

### Novel·les
- Aventures extraordinàries d'en Massagran (1910)
- Noves aventures d'en Massagran (1910)

### Còmics
- Aventures extraordinàries d'en Massagran (1981)
- Aventures encara més extraordinàries d'en Massagran (1982)
- Massagran i el quadrat màgic (1983)
- En Massagran al Pol Nord (1984)
- En Massagran i els Negrers (1986)
- En Massagran i el Bruixot Blanc (1987)
- En Massagran a Pagui-Pagui (1988)
- En Massagran i els Pells Roges (1989)
- En Massagran i els Pirates (1990)
- Els Jocs Olímpics d'en Massagran (1991)
- En Massagran i el Gegant del mar (1992)
- En Massagran i la diadema robada (1994)
- En Massagran a l'Illa del Secret (1996)
- En Massagran al Castell de Kalruk (2000)
- El segrest d'en Massagran (2002)

## Any Massagran
Amb motiu del centenari de la creació del personatge l'any 2010 La Fundació Folch i Torres i l'Editorial Casals, que té els drets d'edició de l'àlbum del personatge, amb la col·laboració de la Institució de les Lletres Catalanes, van preparar una gran retrospectiva itinerant sobre Massagran i l'escriptor, que començà a finals del mes d'abril a Barcelona i que es pogué veure en diversos indrets de Catalunya en el transcurs del 2010.